# 그리스도론

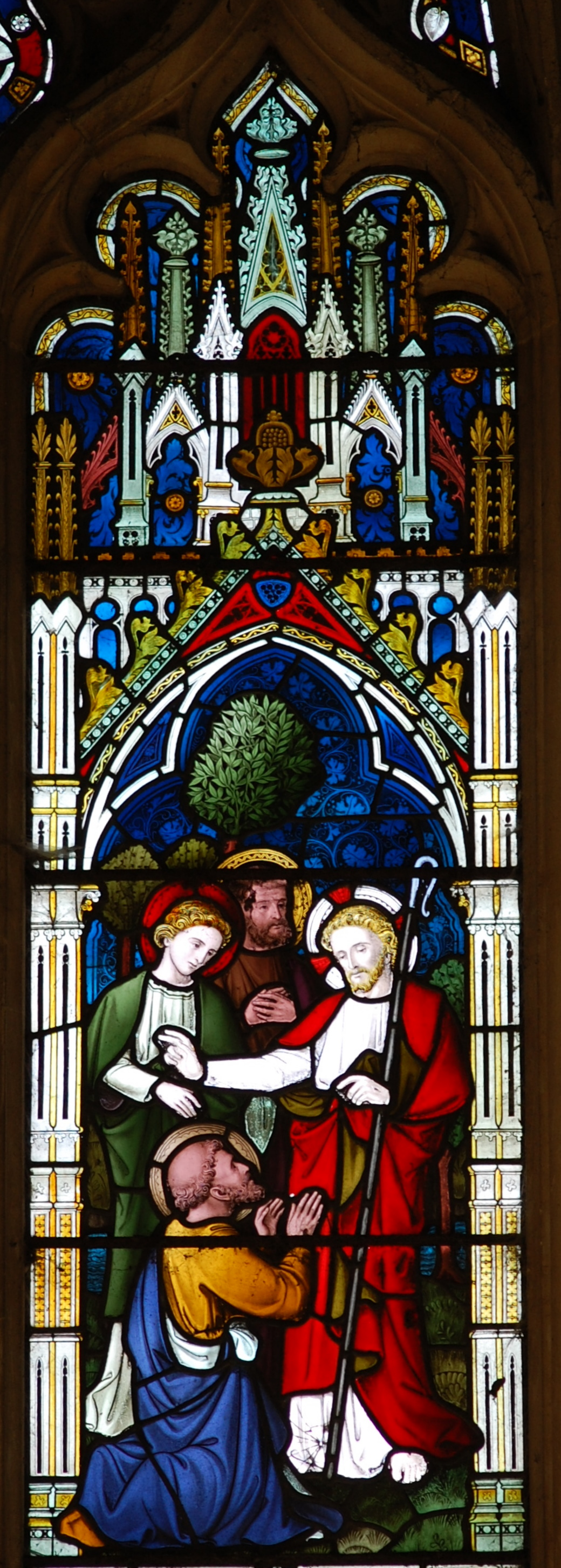
루가의 복음서 9장 20절에 나오는 베드로의 고백을 묘사한 스테인드글라스: “그러면 너희는 나를 누구라고 생각하느냐?” 하고 다시 물으시자 베드로가 나서서 “하나님께서 보내신 그리스도이십니다.” 하고 대답하였다.

그리스도론( - 論, 라틴어: Christologia, 영어: Christology)은 주로 신약성경의 복음서와 서간들에 기록된 예수의 위격적 존재론에 대한 기독교 신학의 연구 분야이다. 예를 들어 그리스도론은 성부와 성자인 예수의 관계, 예수의 사제직과 활동, 가르침에 관하여 상세히 연구하여 구원사에서 그의 역할을 더욱 분명히 이해하는 것을 우선하고 있다. 사도 바울의 관점은 사도 시대 그리스도론의 주요 요소를 제공하였다. 바울 서간의 중심 주제는 그리스도의 선재 개념과 그리스도를 키리오스(주님)로 경배한다는 것을 포함하고 있다.
사도 시대 이후 초대 교회는 서로 긴밀하게 관련된 여러 가지 사안들에 대해 종종 격렬한 토론을 벌였으며, 때로는 정치적 논쟁거리로 비화되기도 하였다. 그리스도론은 이러한 논쟁의 주요 쟁점이 되었으며, 제1차부터 제7차까지의 세계 공의회는 그리스도론에 관련된 주제들을 다루었다. 그리스도론의 고전적 교리는 451년 칼케돈 공의회에서 일단 확립되었다. 칼케돈 공의회에서 교부들은 하느님의 외아들인 예수 그리스도는 참 하느님이고 참 사람이며, 그 안에서 신성과 인성이 결합했지만 그 이후에도 신성과 인성은 섞이거나 변하거나 나뉘거나 갈라지지 않고 그 고유한 속성은 하나의 위격 안에서 그대로 유지된다는 핵심 교리를 교의로 선포하였다. 특히 인격 또는 위격을 나타내는 용어 '프로소폰'(인격 또는 위격)을 사용하면서 같은 의미로 '휘포스타시스'(위격 또는 실체)를 다시 한 번 사용함으로써, 칼케돈 공의회는 오해 소지를 없애고 ‘한 위격 안의 두 본성’ 교리를 확정하였다. 동방교회 전통의 동방 정교회 등과 서방교회 전통의 천주교회와 개신교 교파들의 그리스도론은 제1차 니케아 공의회부터 칼케돈 공의회 등에서 확인된 교리를 고수하고 있다.
13세기 토마스 아퀴나스는 최초로 그리스도론을 체계화하여 당시까지 남아있던 많은 문제를 해결하였다. 그 역시 위로부터의 그리스도론을 통해 인간적 측면에 있어서 그리스도의 완전함이라는 원칙을 옹호하였다. 또한 서방교회인 서유럽 지역의 중세 시대에 들어서면서 기존의 '주님'이라는 도상 뿐만 아니라 친구이자 사랑과 위로의 살아있는 원천으로서 다정한 분위기의 도상도 나타나기 시작했다.

## 용어 및 개념
수세기 동안 그리스도론의 테두리 안에서 “예수는 누구이며, 그는 무슨 일을 하였는가?”라는 단순한 질문에 대답하기 위해 많은 용어와 개념이 발달하였다. 많은 신학적 논쟁이 이어졌고, 이러한 질문들에 대답하는 과정에서 기독교가 분열하는 굵직한 사건들이 일어나기도 하였다. 중세 이후로는 그리스도론에 대한 체계적인 접근법이 발전하였다.
‘위로부터의 그리스도론’이라는 용어는 요한 복음서 서문(요한 1:1-14)에서 표현한 바와 같이 '말씀'(로고스)로서의 그리스도의 신성과 선재에 대한 확신을 말한다. 즉 삼위일체의 제2위에 의해서 하느님이 인간의 본성을 수용했다는 개념이 어떻게 모순 없이 선포될 수 있었고, 그리스도의 신성 측면에서 그의 활동에 대한 연구를 추구하는 것이다. 위로부터의 그리스도론은 2세기 안티오키아의 이그나티오스 때부터 강조되기 시작했다. 반면에 ‘아래로부터의 그리스도론’은 예수의 인간적 측면과 활동(기적, 비유 등)에서 시작해 그의 신성과 강생의 신비에 접근하는 방식을 가리킨다.
우주적 그리스도론이라는 개념은 사도 바울로가 처음으로 상술한 것으로, 하느님의 아들인 예수가 어떻게 이 세상에 왔고, 그를 통해 코스모스(우주)의 본질이 어떻게 영원히 바뀌었는지에 대해 중점을 두고 있다. 그리스도론을 이루는 부차적인 논제로는 강생과 부활, 구원이 포함된다.
그리스도론과 연관된 다른 신학적 주제로는 구약성경에 나오는 메시아에 대한 예언, 예수 탄생 예고, 예수의 족보, 최후의 만찬 및 성찬례 제정, 예수의 수난과 십가가형, 예수의 다섯 상처, 지옥에 내려감, 승천, 성령 강림, 재림, 최후의 심판이 있다.
‘수도적 그리스도론’이라는 용어는 캔터베리의 안셀모, 피에르 아벨라르, 클레르보의 베르나르도 등이 발전시킨 영성적 접근법을 설명하는 용어이다. 12세기와 13세기 프란치스코회의 신심은 ‘대중적 그리스도론’으로 이어졌다. 토마스 아퀴나스 등 신학자들에 의한 체계적인 접근은 ‘스콜라적 그리스도론’이라고 부른다.

## 교의사

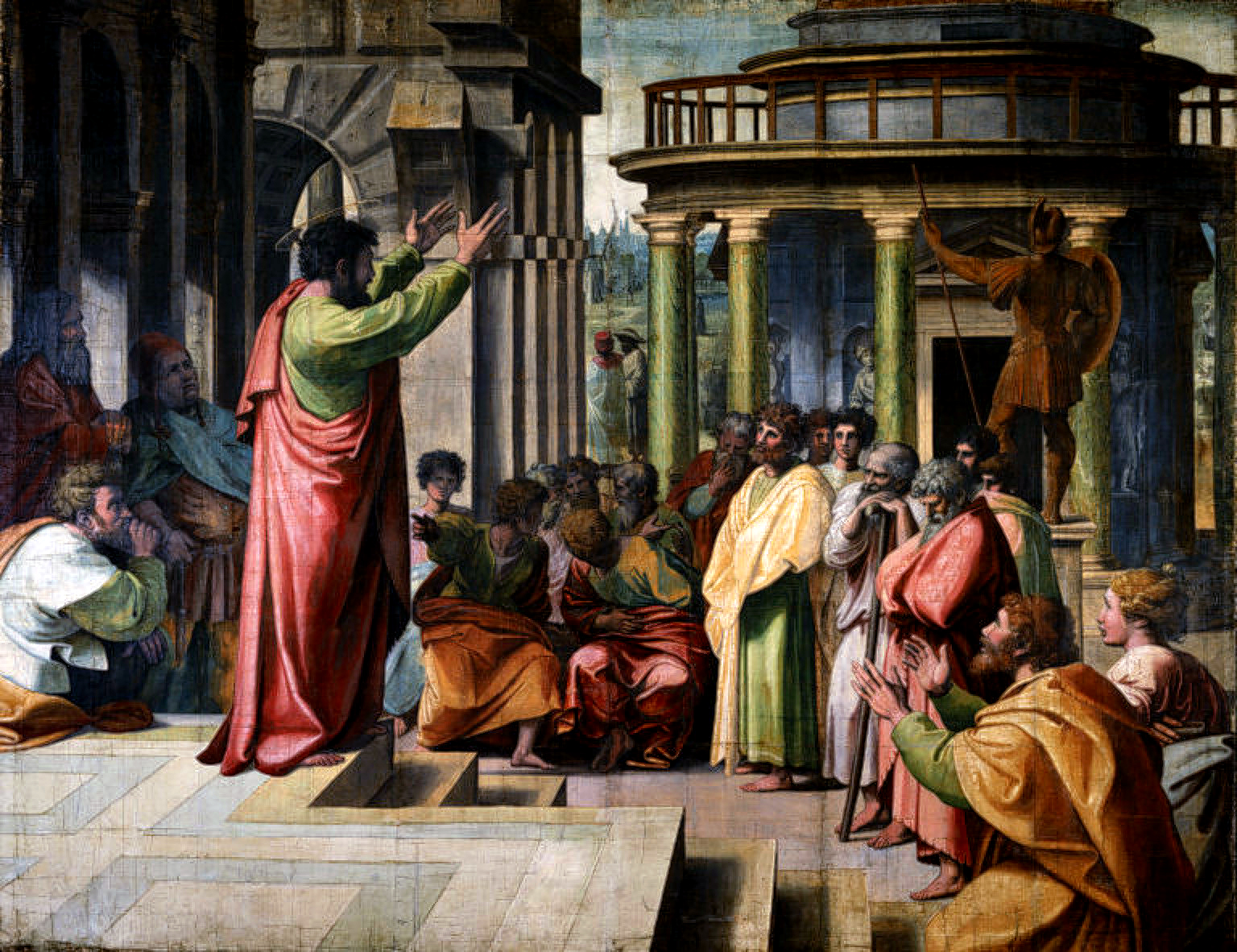
성 바울로의 아레이오스 파고스 연설, 1515년 라파엘로 작품.

초기 그리스도인들은 구원과 구속이라는 개념 뿐만 아니라 예수의 생애와 죽음, 부활에 관한 일련의 새로운 개념과 사상에 직면하여, 이를 다루기 위해 새로운 용어와 관념, 사상을 사용해야 했다. 기존의 용어와 체계로는 종종 이러한 종교적 개념을 전달하는데 불충분했으며, 이와 더불어 새로운 유형의 담론은 그리스도의 본성을 이해하고 설명하고 토의하려는 시도로서 그리스도론이 처음 시작되었다.
초기 그리스도인들은 그리스도가 내린 지상 사명에 따라 때때로 당시 그리스 철학의 영향을 받은 새로운 청중에게 자신들의 개념을 설명해야 했기 때문에 이따금씩 그들이 공감할 수 있도록 자신들의 신앙을 설명해야 했다. 그 대표적인 예가 바로 사도행전 17장 16-34절에 나오는 사도 바울로의 아레이오스 파고스 연설이다. 여기서 사도는 그리스인 청중들에게 그리스도에 대한 근본적인 개념을 전달하려고 시도했으며, 그의 설교는 향후 그리스도론 담론의 주요한 구성 요소들 중 일부를 보여주고 있다.
예수의 '주님'이라는 호칭은 신약 그리스도론 발전의 핵심이라고 할 수 있다. 초기 그리스도인들은 이를 자기네 사상의 중심에 놓고, 그리스도의 신비와 관련된 다른 문제들을 이해하려고 노력했기 때문이다. 신약성경에서 그리스도의 신성 문제는 본질적으로 초기 그리스도인들의 저술에서 나타나는 예수의 절대적인 권위를 암시한 키리오스 호칭과 연관되어 있다. 초기 기독교 신앙에서 키리오스라는 개념은 한처음부터 그리스도가 하느님과 결합되어 함께 있었다는 그리스도의 선재가 포함되어 있다.
일상생활에서 아람어 '마리'는 매우 정중한 표현으로 단순히 '선생님' 이상을 의미했으며, 랍비와 다소 유사하다고 볼 수 있다. 그래서 이 용어를 그리스어로 옮길 때는 주님의 뜻인 '키리오스'로 번역되기도 하였다. 마리라는 용어는 예수의 생애 전반에 걸쳐 예수와 그의 제자들 사이의 관계를 표현하는 반면, 그리스어 키리오스는 온세상에 대한 예수의 절대적인 주권을 의미하게 되었다.

### 사도 시대 그리스도론
| “ | 예수님께서 “그러면 너희는 나를 누구라고 하느냐?” 하고 물으시자, 시몬 베드로가 “스승님은 살아 계신 하느님의 아드님 그리스도이십니다.” 하고 대답하였다. — 마태오 복음서 16:15-16 | ” |

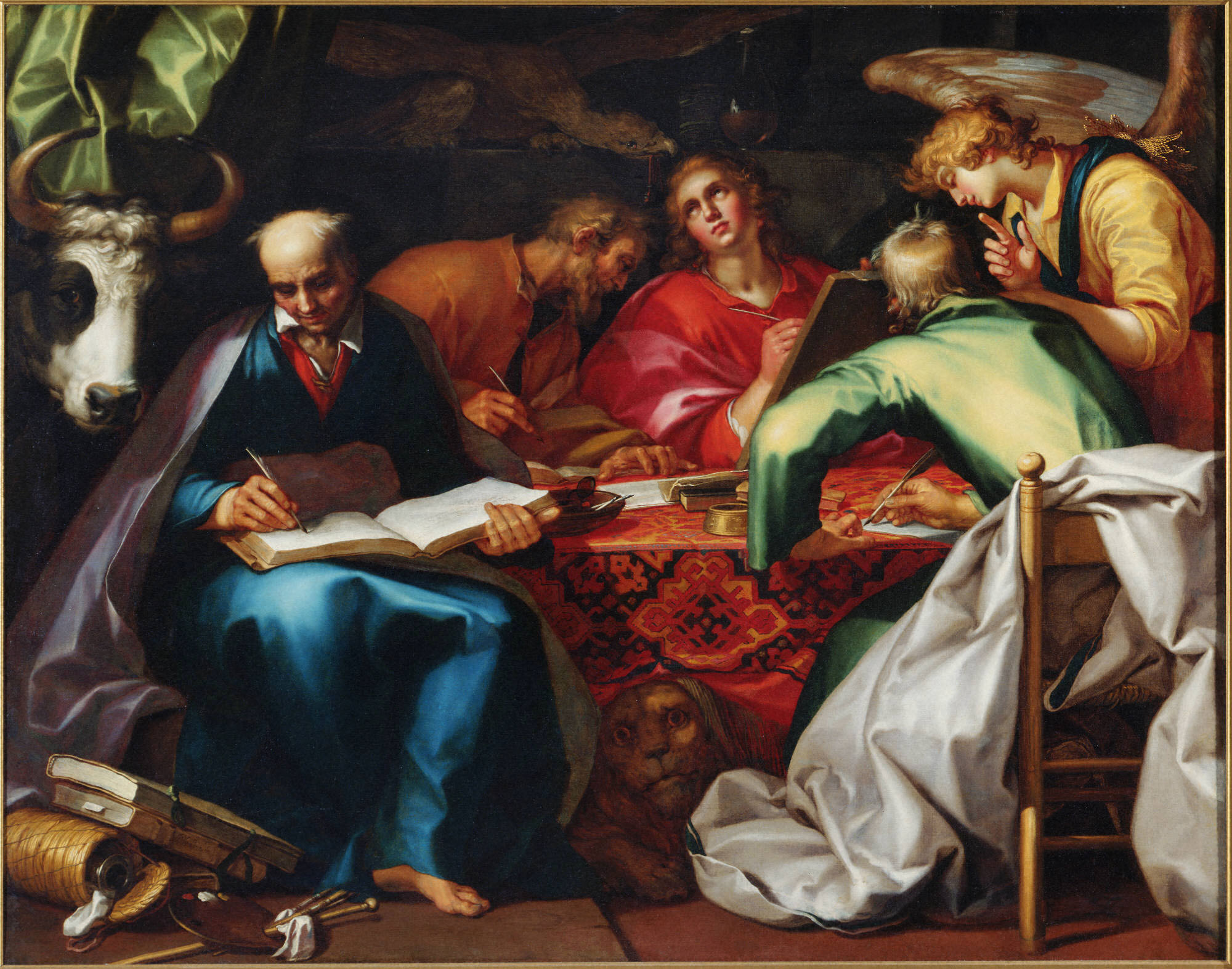
네 복음사가, 아브라함 블뢰마르트

예수는 본인이 직접 어떠한 글도 남기지 않았으며, 사도 시대 그리스도론에 대한 여러 가지 연구는 초기 기독교 문헌에 기반을 두고 있다. 복음서는 예수의 삶과 일부 활동들에 대해 전하고 있기는 하지만, 신약성경의 저자들은 요한 복음서 21장 25절에서 복음서에는 예수의 행적들을 전부 기록되어 있지 않다고 천명한 바대로 예수의 일대기 전반이나 그의 삶 중에 일어났던 사건들을 시간 간격을 조정하는데에는 관심을 거의 두고 있지 않다. 마태오 복음서와 마르코 복음서, 루가 복음서 등 공관 복음서에서는 대체적으로 예수의 인성과 설교, 비유, 기적을 강조하고 있다. 반면에 요한 복음서는 예수의 신성에 초점을 맞춤으로써 앞의 세 복음서와는 다른 시각을 보여주고 있다. 요한 복음서 1장 1절-14절은 말씀으로 번역되는 로고스로서 예수의 신성과 더불어 그의 선재를 나타내는데 할애하고 있으며, “모든 것이 그분을 통하여 생겨났고 그분 없이 생겨난 것은 하나도 없다”는 요한 복음서 1장 3절에서 볼 수 있듯이 그리스도의 우주적 의미를 강조하고 있다. 요한 복음서는 한처음에 말씀이 있었으며, 이 말씀은 하느님과 함께 있었으며, 하느님이 말씀을 통해 세상을 창조했으며, 이 말씀이 살(육신)을 취해 사람이 되었다고 말한다. 그리고 이 말씀은 예수와 동일인물로 해석되고 있다.
사도 시대의 그리스도론에 있어서 가장 중요한 공적을 남긴 이는 바울로이다. 바울로의 그리스도론은 그리스도의 선재와 그리스도의 키리오스로서의 신원 증명에 중점을 두고 있다. 바울로 서간은 예수를 가리켜 거의 230번에 걸쳐 키리오스라는 용어를 사용하고 있으며, 그리스도를 주님으로 고백하는 것이 그리스도인의 참된 표지라는 주제를 다루고 있다. 바울로는 그리스도가 하느님의 아들이라는 사실 때문에 기독교의 계시가 이전까지의 모든 하느님의 자기 계시보다 우위를 차지한다고 보았다.
바울로 서간은 또한 고린토인들에게 보낸 둘째 편지 5장 17절(“누구든지 그리스도를 믿으면 새 사람이 됩니다. 낡은 것은 사라지고 새것이 나타났습니다.”)과 골로사이인들에게 보낸 편지 1장 15절(“그리스도께서는 보이지 않는 하느님의 형상이시며 만물에 앞서 태어나신 분이십니다.”)에 나와 있듯이, 하느님의 아들로서 예수의 존재에 대한 우주적 함축을 설명함으로써 요한 복음서의 우주적 그리스도론을 발전시켰다.

### 사도 시대 이후 논쟁
사도 시대에 이어서 2세기 이후부터 예수의 단일한 위격 안에서 이루어지는 신성과 인성의 일치에 관하여 많은 논란이 제기되었다. 2세기에 접어들면서 교회 내부에서 그리스도론에 관하여 서로 다른 여러 가지 주장들이 많이 생겨났다. 크게 구분해 보면, 한편으로는 예수의 인성을 거부하는 영지주의 계열의 가현설이 있었고, 다른 한편으로는 예수의 신성을 부정 혹은 경시하는 에비온주의와 사벨리우스주의 등이 있었다. 이러한 주장들은 초기 교황들에 의해 이단으로 단죄되었다.
4세기 초반, 알렉산드리아의 사제였던 아리우스가 종속론적인 그리스도론(아리우스주의)을 주장함으로써 교회는 크게 분열되기에 이르렀다. 아리우스의 주장은 오직 성부만이 모든 것의 근원으로서 진정한 하느님이며, 성자, 즉 로고스(말씀)는 세상 창조 이전에 성부에 의해 창조되었으며 이러한 로고스를 통해서 세상 만물이 창조되었다는 것이었다. 그러므로 그에 따르면, 로고스는 완전한 신이라 불릴 수 없는 반신(半神) 개념으로 성자가 존재하지 않던 때가 있었다는 극단적인 입장이 성립되기에 이르렀다. 결국 아리우스는 예수의 참다운 신성을 거부하였다. 그러므로 예수는 참하느님도, 참사람도 아닌 그 중간적 존재로 간주되었다. 이집트를 비롯한 여러 지역에서 아리우스의 주장이 광범위한 대중적 지지를 받게 되면서 교회는 혼란과 분열에 빠지게 되었고, 이러한 혼란을 수습하고자 325년 제1차 니케아 공의회가 소집되어 아리우스의 주장은 이단으로 단죄되었고, 아리우스 자신은 파문되었다.
제1차 니케아 공의회에서 믿음의 신조로 공포된 니케아 신경은 공식적이고 체계적인 형태의 삼위일체론적 신앙고백을 담고 있는 최초의 보편적 신앙 고백문인데, 성자에 대한 신앙고백 부분에서는 아리우스의 주장을 반박하면서, 성부와 성자 사이의 본체적(혹은 본질적, 실체적) 동일성을 강조하기 위하여 ‘동일본체’(同一本體)라는 뜻의 그리스어 단어 ‘호모우시오스’(ὁμοούσιος)가 사용되었다. 한마디로 예수 그리스도는 하느님의 아들로써 성부 하느님으로부터 창조되지 않고 출생하여, 하느님과 신적 본질이 동일하다는 것이 바로 제1차 니케아 공의회에서 이루어진 교의적 결정의 핵심 사항이었다.
하지만 제1차 니케아 공의회 이후에도 아리우스주의 문제가 완전히 해결되지 않아 계속해서 교회의 분열과 혼란이 생겨났다. 엄격한 아리우스주의로부터 온건한  반(半)아리우스주의가 파생되어 출현했는데, 그 추종자들은 어떻게든 동일본체라는 뜻의 그리스어 호모우시오스를 피하려 했다. 그리하여 ‘동일한’ 대신 ‘유사한’이란 단어를 사용하여, ‘유사본체’(類似本體)라는 의미의 그리스어 ‘호모이우시오스’(ὁμοιούσιος)를 내세우고자 시도했다. 결국 혼란 끝에 381년 제1차 콘스탄티노폴리스 공의회에서 아리우스주의는 다시 한 번 결정적인 단죄를 받게 되고, 기존의 니케아 신경을 보완하여 확대한 니케아-콘스탄티노폴리스 신경이 장엄하게 선포되기에 이른다. 성자에 대한 신앙고백 부분에서는, 예수 그리스도를 ‘주님’(Dominus)으로 호칭하며 전반적으로 아리우스주의를 반박하는 내용이 담겨 있다. 또한 제1차 콘스탄티노폴리스 공의회에서는 아리우스주의 뿐만 아니라, 반아리우스주의와 아폴리나리스주의도 단죄하였다.
제1차 니케아 공의회에서는 성자가 성부와 똑같은 신성을 지닌다고 천명했고, 제1차 콘스탄티노폴리스 공의회에서는 이를 재확인하면서 성령 또한 신성을 지닌다는 것을 명시함으로써 삼위일체 교리를 확립했다. 하지만 이들 공의회에서 제대로 다루지 못한 것이 있었는데, 하느님이 어떻게 사람이 될 수 있으며 또한 사람이면서도 하느님으로 있을 수 있는가 하는 문제였다. 달리 말하면 성자 예수 그리스도가 어떻게 하느님이면서 동시에 사람일 수 있는가 하는 문제였다. 5세기 초 알렉산드리아 학파에는 알렉산드리아 총대주교 치릴로가 있었고, 안티오키아 학파에는 콘스탄티노폴리스 총대주교 네스토리우스가 있었다. 치릴로는 '말씀이 사람이 되셨다'는 요한 복음서 1장에 대한 해석에 있어서 로고스와 사람이 서로 구별되는 것이 아니라 하나임을 강조함으로써 로고스가 사람이 된 존재, 곧 인간 예수는 바로 하느님이라고 강조하였다. 이에 비해 네스토리우스는 말씀이 사람이 된 존재, 곧 예수가 온전한 인간임을 강조하고자 했다. 그래서 말씀이 사람이 되었다는 것을 말씀이 인간 예수 안에 머문다는 식으로 이해했다.  428년 콘스탄티노폴리스에서 예수의 어머니 성모 마리아에게 어떤 칭호를 부여할 것인가를 놓고 큰 논쟁이 벌어졌는데, 일부에서는 마리아가 인간인 예수를 낳은 것이니 ‘인간의 어머니’(안트로포토코스)라고 불러야 한다고 주장한 반면에 수도자들을 중심으로 마리아에게 ‘하느님의 어머니’(테오토코스)라는 호칭을 불러야 한다는 움직임이 이미 지난 200년 동안 널리 퍼져 있었다. 이는 신인(神人) ‘속성들의 교환’(communicatio idiomatum)이라는 원칙에 의거한 견해였다.
양측 간 대립이 심해지자 네스토리우스는 중재에 나섰다. 그가 제시한 대안은 마리아를 ‘그리스도의 어머니’(크리스토토코스)라고 부르자는 것이었다. 이는 마리아를 하느님의 어머니로 부르는 데서 오는 위험(인간이 하느님의 어머니가 된다는 것)을 피하면서 동시에 그리스도의 인간성을 존중하고 강조하려는 의도에서였다. 하지만 이 대안 역시 교회 초기부터 마리아를 하느님의 어머니로 공경해온 신자들의 성에 차지 않았다. 이런 상황에서 치릴로가 이 논쟁에 개입했는데, 그는 예수의 육신이 하느님의 육신이 아니라 한 인간의 육신일 따름이라면 어떻게 그 죽음이 구원을 줄 수 있느냐고 반문하며 네스토리우스에게 압력을 가했다. 그리스도의 신성을 부인하기보다 오히려 인간성을 강조하고자 하느님의 어머니 대신에 그리스도의 어머니라는 표현을 써야 한다는 네스토리우스의 주장을 치릴로는 그리스도의 신성을 부정한 것으로 몰아간 셈이다.
갈수록 대립이 심화되면서 431년 에페소 공의회가 소집되었다. 에페소 공의회에 참석한 교부들은 치릴로와 네스토리우스가 벌인 논쟁을 차례로 검토하고 나서 마리아는 하느님의 어머니이고, 말씀이 사람이 된 그리스도는 온전한 하느님이자 영혼과 육신을 갖춘 온전한 인간이라는 치릴로의 주장이 니케아-콘스탄티노폴리스 신경에 부합하다고 인정하면서 네스토리우스를 단죄했다.
그렇지만 에페소 공의회 이후 얼마 가지 않아 문제가 발생했다. 발단은 콘스탄티노폴리스에 있는 한 대수도원 원장 에우티케스가 제공했다. 그는 알렉산드리아 총대주교 치릴로의 열렬한 추종자였으나 예수의 신성만 지나치게 강조했다. 그래서 그리스도가 사람이 되고 나서는 신성이 인성을 흡수해버려 신성만 있을 뿐이라고 주장했다. 그의 주장에 따르면, 그리스도 안에서 신성과 인성은 완전히 융합되어 버리고, 그리스도의 인성은 그 온전성을 상실하게 된다. 신성 하나만 남아있다고 해서 이 주장을 단성설이라고 부른다. 에우티케스의 이런 주장을 편든 사람은 치릴로의 후임으로 알렉산드리아 총대주교가 된 디오스코루스였다. 콘스탄티노폴리스 총대주교 플라비아누스는 448년에 콘스탄티노폴리스 시노드를 소집하여 에우티케스를 단죄하였다. ‘신성과 인성이라는 두 본성이 예수 그리스도의 단일한 인격(또는 위격) 안에 영속히 있다’는 에페소 공의회의 가르침을 받아들이라고 요구하였으나, 에우티케스는 이를 거부하였다. 이후 단성설 논쟁으로 분열과 혼란에 빠진 상황을 수습하고자 451년 칼케돈 공의회가 소집되었다. 공의회 교부들은 먼저 그리스도의 육화를 통해 이루어지는 인성과 신성의 결합 이전에는 그리스도의 두 본성을 인정하지만 결합 이후에는 오로지 한 본성만 존재하게 된다고 말한 에우티케스주의를 단죄하였다. 이어서 칼케돈 신경이라는 신앙 정식(Definitio fidei)을 통해 성자 예수 그리스도는 신성에 있어서나 인성에 있어서 모두 완전하며, 참하느님인 동시에 ‘이성적 영혼’과 육체로 이루어진 참사람이라는 것, 신성에 있어서는 성부와 동일본체이며 인성에 있어서는 죄만 빼고는 모든 것이 인간과 동일본체라는 것, 그리고 신성을 따라서는 모든 시대 이전에 성부로부터 출생하였으며 인성을 따라서는 마지막 시대에 인간과 인간의 구원을 위해 ‘하느님의 어머니’인 동정녀 마리아에게서 태어났다는 것을 고백하였다.
칼케돈 신경의 가장 중심적이고 핵심적인 내용이 담겨 있는 부분은, 사람이 된 예수 그리스도를 반드시 ‘두 본성 안에서’(in duabus naturis) ‘혼합이나 변화(변질) 없이’, 또한 ‘나누어짐(분할)이나 분리 없이’ 인식해야만 한다는 신앙 고백이다. 그리고 이러한 두 본성 사이의 구분이나 차이점은 그 결합에 의해 사라지지 않으며, 두 본성이 하나의 위격과 하나의 자존체 안에서 결합될 때에도 각 본성의 고유한 속성은 여전히 남아 있다고 설명했다. 나아가, 예수 그리스도는 두 위격으로 나누어지거나 분리되지 않는, 독생자이며 로고스(말씀인 하느님)라고 선포하였다. 이로써, 육화를 통한 신성과 인성의 결합 이전 뿐만 아니라 그 이후에도 예수 그리스도는 두 본성 안에 있다고 장엄하게 선포되었다. 바로 이렇게 그리스도의 ‘두 본성 안에서의 한 위격’(una persona in duabus naturis)이라는 교의적 공리가 확립되었으며, 그리스도의 신성과 인성의 ‘위격적 일치’(unio hypostatica)라는 원리가 제시되었다.
마침내 칼케돈 공의회를 통하여 모든 그리스도론의 형성 과정이 일단락되고 집대성되었다고 평가할 수 있으나 칼케돈 공의회 이후에도 단성설의 후유증은 가라앉지 않고 정치적 차원으로까지 비화되어 오랜 기간 동안 논쟁이 지속되었다. 553년 제2차 콘스탄티노폴리스 공의회는 이른바 삼장서 논쟁과 관련된 것이었다. 여기에서는 그리스도의 인성을 일종의 위격적 주체로 간주하려는 주장에 대하여 반대하였다. 그리하여 영원으로부터 선재하는 로고스의 위격은 시간과 역사 안에서 인간 본성을 취한 예수의 위격과 동일한, 오직 하나의 유일한 위격임이 천명되었다. 따라서 예수 그리스도 안에서 이루어지는 신성과 인성의 위격적 일치 원리 역시 확인되었다.
그리고 680-681년에 열린 제3차 콘스탄티노폴리스 공의회에서는 그리스도에게 하나의 에너지만이 있다고 주장했던 단활설 또는 단력설적 관점에서 제시된, 그리스도의 ‘하나의 의지’만을 주장하였던 단의설을 단죄하였다. 이 공의회에서는 그리스도의 단일한 위격 안에서, 신성과 인성에 따른 두 본성적인 의지와 두 본성적인 작용(행위)이 나누어짐(분할)이나 변화(변질) 없이, 그리고 분리나 혼합됨 없이 존재한다고 선포되었다. 또 그리스도의 인간적 의지는 저항하거나 반대하지 않고 오히려 이 전능한 신적 의지에 순종한다고 설명되었다. 그러므로 이 둘은 서로 대립하지 않고 인류 구원을 위해 함께 협력하여 활동한다고 천명되었다. 바로 이 같은 신학적 배경에서, 그리스도의 인성에 대해 ‘결합된 도구’(instrumentum conjunctum)라는 개념을 적용하는 중세 스콜라 신학의 입장이 형성되기에 이른다.

## 같이 보기
- 기독론 (조직신학)
- 가현설
- 네스토리우스주의
- 단성설
- 마리아론
- 아리우스주의
- 영지주의
- 칼케돈 공의회
- 칼케돈 신경
- 합성론